# Chickamin-Gletscher (Washington)
Der Chickamin-Gletscher liegt im Wenatchee National Forest im US-Bundesstaat Washington. Er fließt nördlich des Dome Peak und des Sinister Peak von 8.600 ft (2.621 m) bis auf etwa 5.600 ft (1.707 m) hinunter. Der Chickamin-Gletscher wird vom Dome Glacier im Süden und vom Dana-Gletscher im Westen von Gebirgsgraten getrennt. Die relativ enge Zunge des 2 mi (3 km) breiten Gletschers zog sich zwischen 1998 und 2006 um 800 ft (244 m) zurück.